# Молодіжне (Альошинський сільський округ)
Молоді́жне (каз. Молодежный) — село у складі Мендикаринського району Костанайської області Казахстану. Адміністративний центр Альошинського сільського округу.
Населення — 816 осб (2021; 991 у 2009, 1529 у 1999, 1719 у 1989).